# Marco Sergio Esquilino
Marco Sergio Esquilino (en latín Marcus Sergius Esquilinus), uno de los miembros del segundo decenvirato, 450 a. C.
La gens patricia de los Sergio, al igual que muchas otras familias romanas, decían descender de los troyanos. Ellos consideran a Sergestus como su antepasado (Virg. Aen. V. 121): 
"Sergestusque, domus postulado a quo Sergia nomen".
Los Sergio fueron distinguidos en la historia temprana de la República, pero no obtuvieron notoriedad hasta la época de Catilina, el cual pertenecía a esta gens. El primer miembro de la gens que obtuvo el consulado fue Lucio Sergio Fidenas, en 437 a. C. Los Sergio llevaban los cognomina de Catilina, Esquilino, Fidenas, Orata, Paulo, Planco, y Sila.